# Tate Modern
La Tate Modern è un museo che fa parte del complesso Tate del Regno Unito (gli altri musei del sistema sono: Tate Britain, Tate Liverpool e Tate St Ives). Si trova a Londra, nella zona di Bankside; è ospitato in una ex centrale elettrica. È dedicato all'arte moderna internazionale.
La Tate Modern è il museo d'arte moderna più visitato al mondo e si stima che ogni anno attiri oltre 5 milioni e mezzo di visitatori.
Quasi tutte le esposizioni sono gratuite.

## Edificio

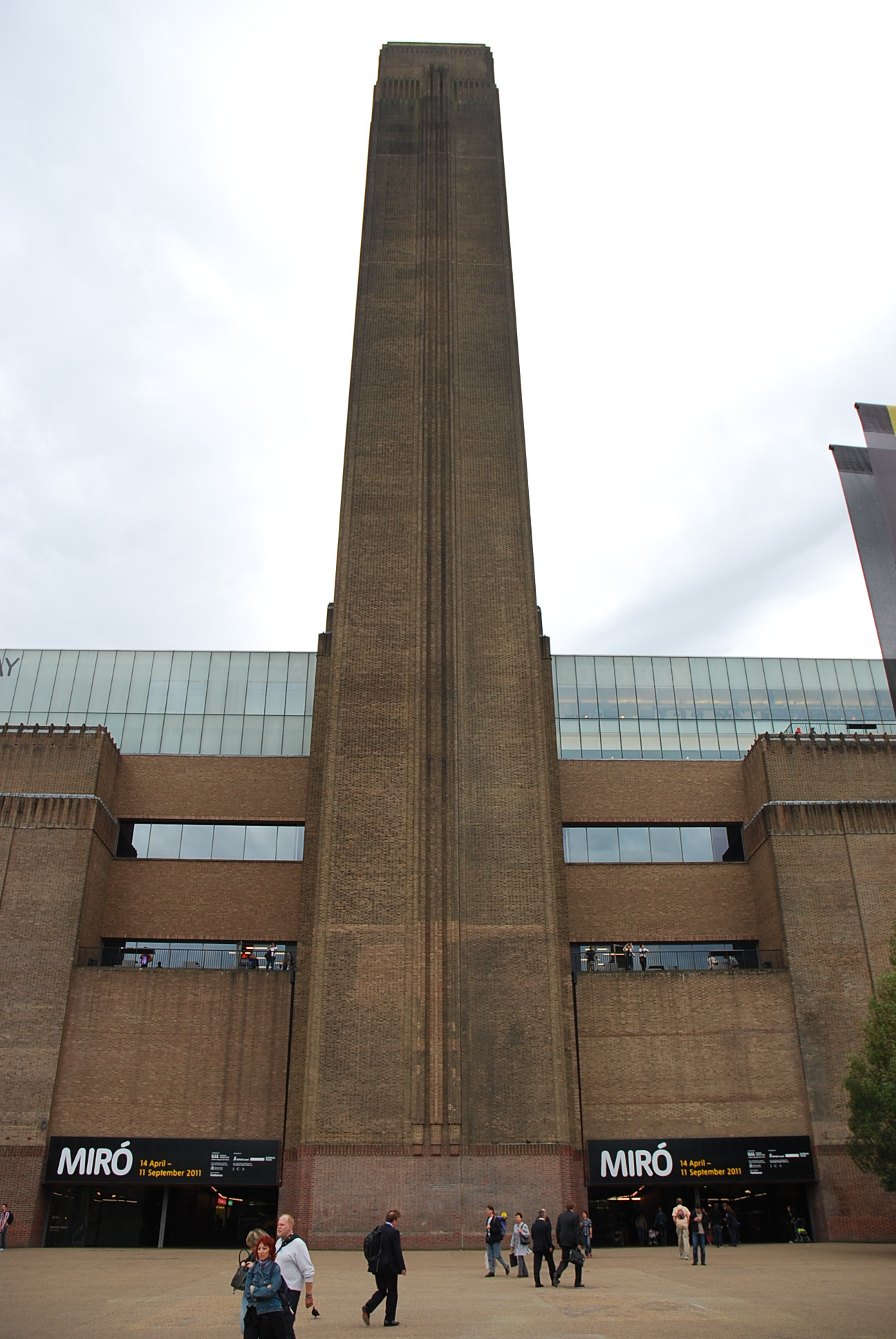
Ingresso visto dal Millennium Bridge

Il museo si trova in quella che un tempo era la centrale termoelettrica di Bankside. L'edificio, con una ciminiera alta 99,06 m e una larghezza di 200 m fu costruito in più fasi tra il 1947 e il 1963. La centrale fu chiusa nel 1981 quando il crescente prezzo del petrolio la rese antieconomica. Dopo un lungo periodo di abbandono, nel 1995 la direzione della Tate Gallery affidò allo studio di architetti svizzero Herzog & de Meuron la riconversione dell'edificio a spazio museale. La Tate Modern venne inaugurata il 12 maggio 2000. Esiste un collegamento fluviale, effettuato con un'apposita imbarcazione tra la Tate Modern e la Tate Britain per i visitatori dei due musei. A causa del sovraffollamento del museo, ne è stata prevista un'espansione. Sul lato meridionale dell'edificio è stato realizzato un volume piramidale di vetro e mattoni progettato sempre dallo studio Herzog & de Meuron, che ha incrementato la superficie espositiva del 60%. L'opera ha avuto un costo di circa 260 milioni di sterline ed è stata terminata nel 2016.

## Esposizione
La collezione permanente della Tate Modern è esposta al terzo e al quinto piano dell'edificio, mentre al secondo e al quarto vi sono mostre temporanee. La Sala delle Turbine (Turbine Hall), che un tempo ospitava i generatori elettrici della centrale, ha un'altezza pari a un edificio di sette piani e una superficie di 3.400 m²; viene utilizzata tra ottobre e marzo per esporre opere appositamente commissionate ad artisti contemporanei. Questa iniziativa, sponsorizzata dalla Unilever, inizialmente doveva durare per i primi cinque anni dall'apertura del museo, ma la popolarità riscossa  ha provocato una sua estensione sino al 2008.
All'apertura del museo nel 2000, le collezioni non erano esposte in ordine cronologico ma in quattro gruppi tematici: Storia/Memoria/Società, Nudo/Azione/Corpo, Paesaggio/Materia/Ambiente e Natura Morta/Oggetti/Vita Reale. Le ragioni dietro questa scelta vanno ricercate nella mancanza di opere di alcuni periodi storici. Nel maggio 2006 è stata variata la disposizione, favorendo approfondimenti su particolari correnti artistiche dell'arte del XX secolo.

### Artisti
- Umberto Boccioni
- Pierre Bonnard
- Georges Braque
- Paul Cézanne
- Marc Chagall
  - Il poeta sdraiato
- Salvador Dalí,
- Giorgio de Chirico,
- Paul Gauguin
- Fernand Léger,
- Paul Klee,
- René Magritte,
- Henri Matisse
- Joan Miró
- Amedeo Modigliani
  - Il contadinello
- Piet Mondrian
- Pablo Picasso
  - I tre ballerini

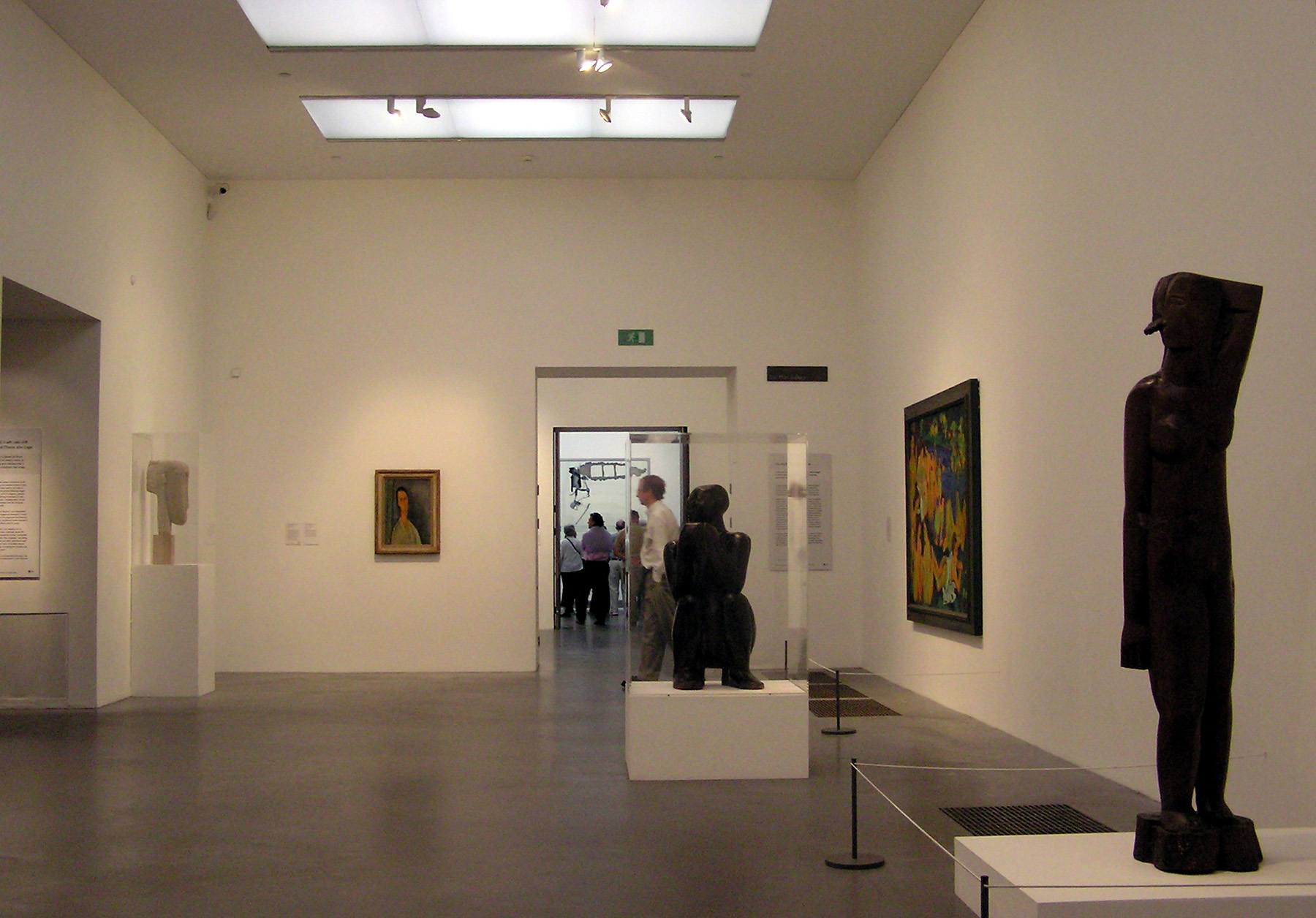
Sala della galleria

  - Donna nuda su una poltrona rossa
  - Donna che piange
- Jackson Pollock
- Mark Rothko
- Andy Warhol
- Vasilij Kandinskij
  - Sezione per Composizione IV
  - Swinging
- Anri Sala

## Esposizioni temporanee

### Turbine Hall
La Turbine Hall è alta cinque piani ed ha una superficie di 3.400 metri quadrati. Quest'ampio spazio viene utilizzato per esporre temporaneamente i lavori di alcuni artisti, solitamente attivi alla Tate Modern durante il periodo tra marzo e ottobre. La lista degli artisti con relative esposizioni dal 2000 ad oggi è la seguente:
| Periodo                     | Artista                     | Opera(e)                    | Dettagli |
| --------------------------- | --------------------------- | --------------------------- | -------- |
| Maggio 2000 - Novembre 2000 | Louise Bourgeois            | Maman, I Do, I Undo, I Redo | About    |
| Giugno 2001 - Marzo 2002    | Juan Muñoz                  | Double Bind                 | About    |
| Ottobre 2002 - Aprile 2003  | Anish Kapoor                | Marsyas                     | About    |
| Ottobre 2003 - Marzo 2004   | Olafur Eliasson             | The Weather Project         | About    |
| Ottobre 2004 - Maggio 2005  | Bruce Nauman                | Raw Materials               | About    |
| Ottobre 2005 - Maggio 2006  | Rachel Whiteread            | EMBANKMENT                  | About    |
| Ottobre 2006 - Aprile 2007  | Carsten Höller              | Test Site                   | About    |
| Ottobre 2007 - Aprile 2008  | Doris Salcedo               | Shibboleth                  | About    |
| Ottobre 2008 - Aprile 2009  | Dominique Gonzalez-Foerster | TH.2058                     | About    |
| Ottobre 2009 - Aprile 2010  | Mirosław Bałka              | How It Is                   | About    |
| Ottobre 2010 - Aprile 2011  | Ai Weiwei                   | Sunflower Seeds             | About    |
| Ottobre 2011 - Marzo 2012   | Tacita Dean                 | Film                        | About    |
| Luglio 2012 - Ottobre 2012  | Tino Sehgal                 | These Associations          | About    |

Nel 2013 la Hyundai ha firmato un contratto decennale del valore di 5 milioni di sterline per sponsorizzare le mostre nella Turbine Hall per un periodo di dieci anni. Le opere esposte sono le seguenti:
| Periodo                           | Artista              | Opera(e)             | Dettagli |
| --------------------------------- | -------------------- | -------------------- | -------- |
| 13 Ottobre 2015 - 3 Aprile 2016   | Abraham Cruzvillegas | Empty Lot            | About    |
| 4 Ottobre 2016 - 2 Aprile 2017    | Philippe Parreno     | ANYWHEN              | About    |
| 3 Ottobre 2017 - 2 Aprile 2018    | Superflex            | One Two Three Swing! | About    |
| 2 Ottobre 2018 - 24 Febbraio 2019 | Tania Bruguera       | 10,148,451           | About    |
| 2 Ottobre 2019 - 5 Aprile 2020    | Kara Walker          | Fons Americanus      | About    |

### The Tanks
I Tanks, che si trovano al livello 0 dell'edificio, sono tre grandi serbatoi di petrolio sotterranei, spazi comunicanti e camere laterali che un tempo venivano impiegate dagli addetti della centrale e che sono state in seguito ristrutturate per l'uso della galleria.

### Project Space
Il Progetto Spazio è una galleria non molto grande che si trova sul lato nord dell'edificio di livello 1 ed ospita mostre di arte contemporanea, in collaborazione con altre organizzazioni internazionali.

## Galleria d'immagini

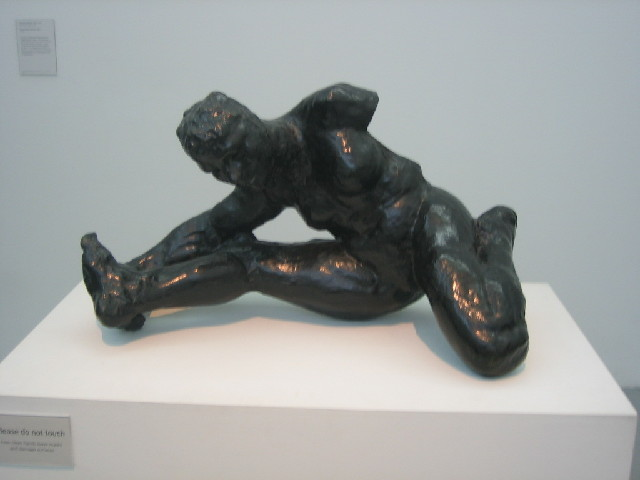
Scultura di Auguste Rodin
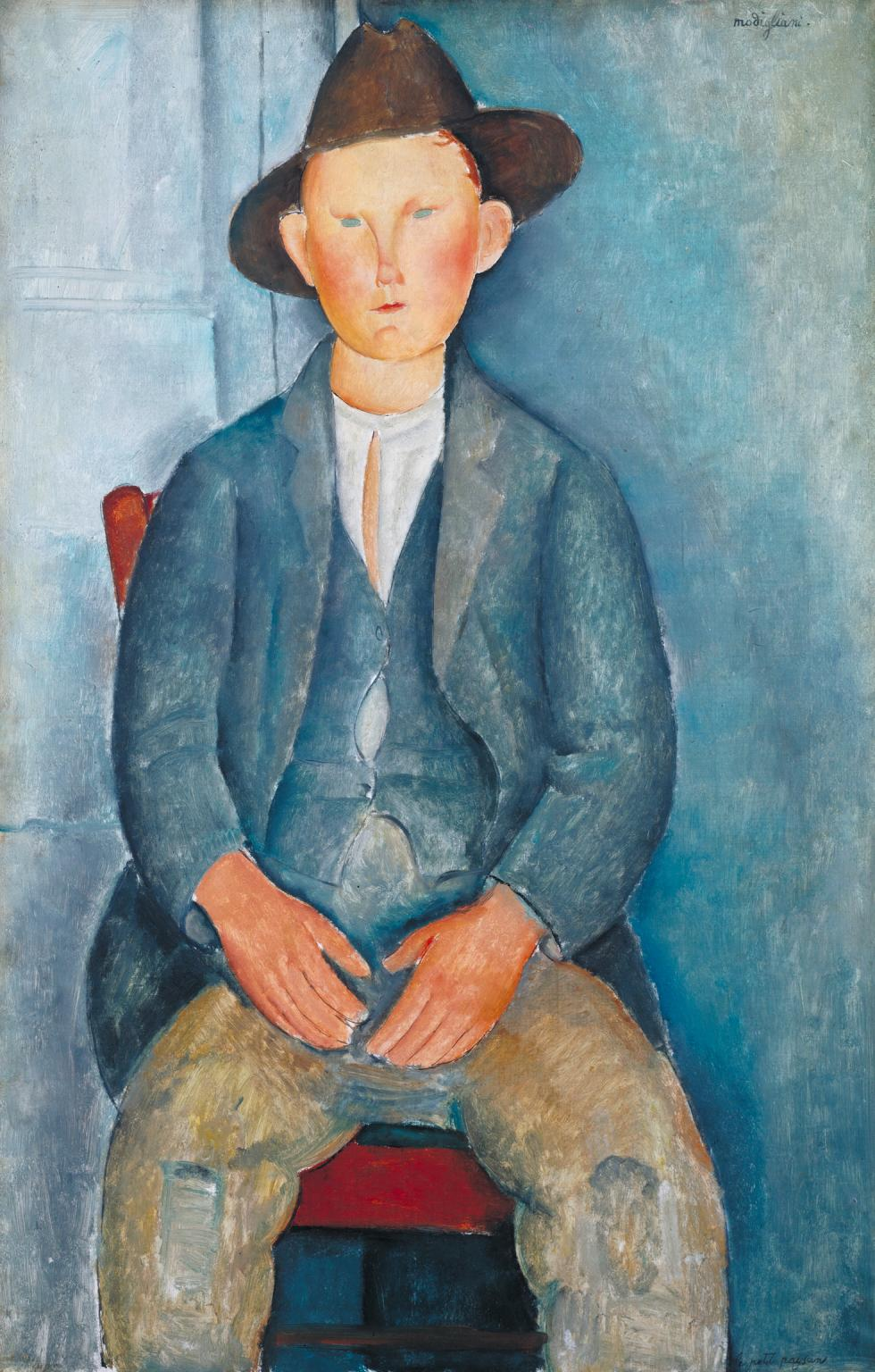
Il contadinello di Amedeo Modigliani
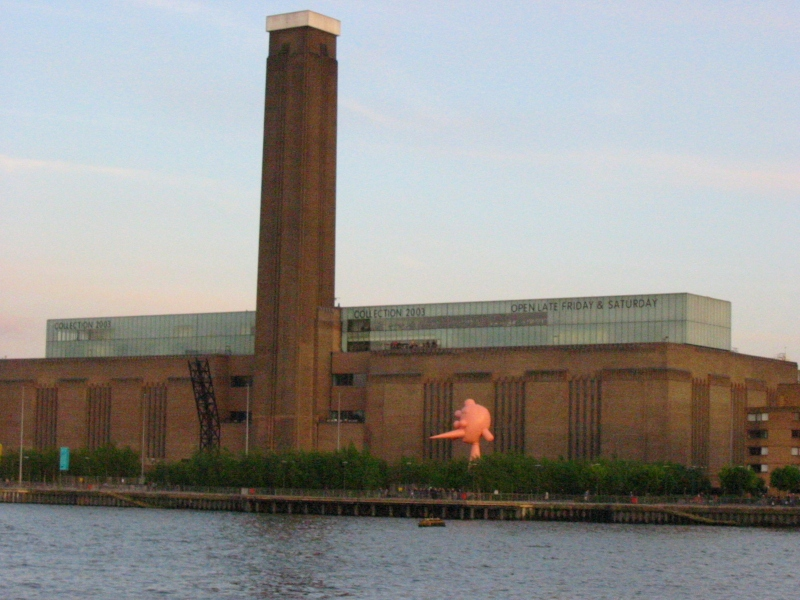
La Tate Modern all'esterno

## Accesso e dintorni
La stazione più vicina alla Tate Modern è quella di Blackfriars mediante la sua entrata al lato sud. Altre stazioni nelle vicinanze sono quelle di Southwark, di St. Paul's e di Mansion House. I lampioni che vanno dalla stazione di Southwark alla Tate Modern sono tutti colorati di arancione per indicare ai passanti la strada per raggiungere il museo.

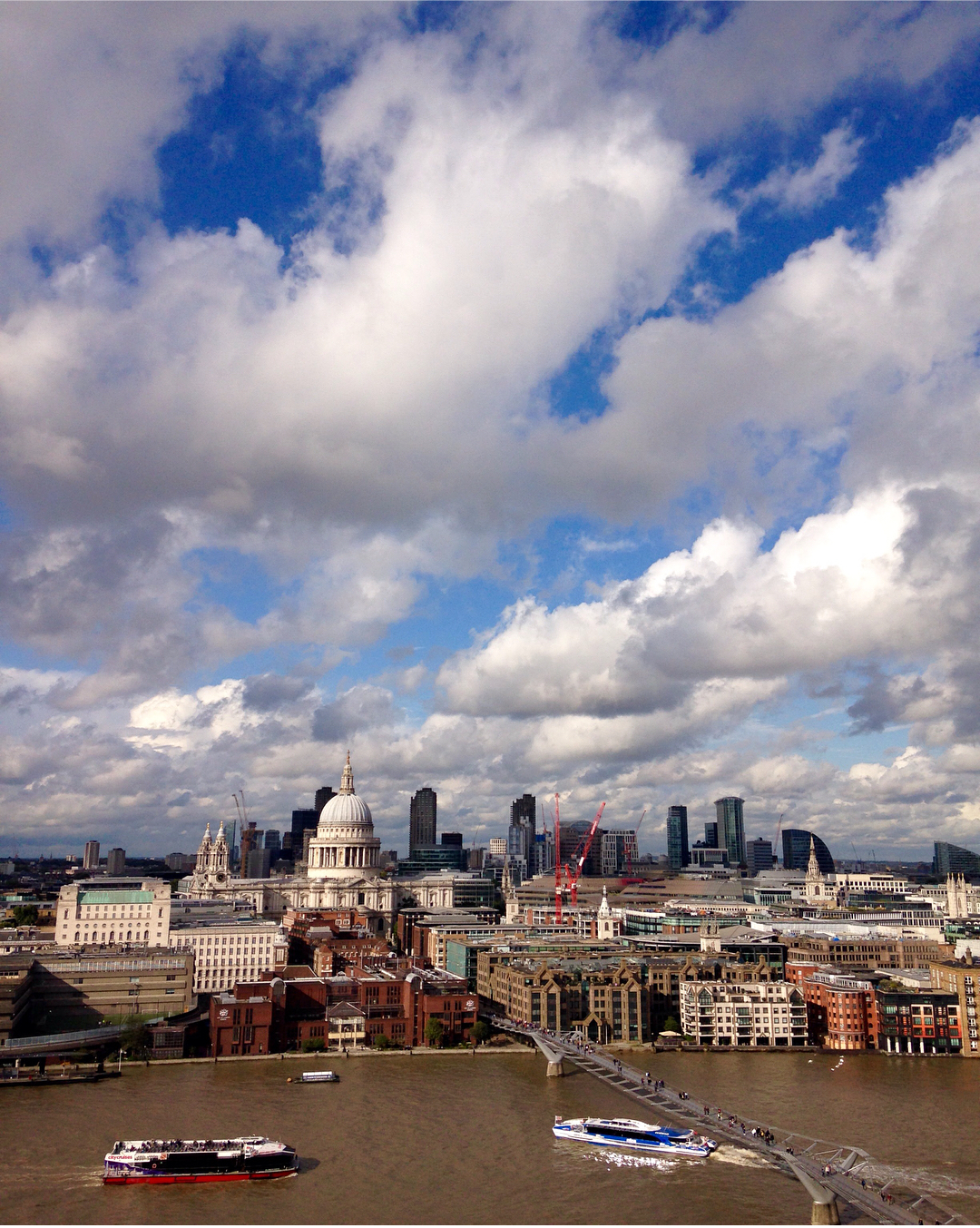
Vista del Tamigi dal Tate Modern

La zona del museo è collegata con la sponda opposta del Tamigi dal ponte pedonale Millennium Bridge.

### Rete di trasporti
| Servizio           | Stazione/Fermata                    | Linee/Percorsi intrapresi          | Distanza dalla Tate Modern |
| ------------------ | ----------------------------------- | ---------------------------------- | -------------------------- |
| Autobus            | Southwark Street / Blackfriars Road | RV1                                | 1,04 km a piedi            |
| Autobus            | Blackfriars Bridge                  | 381, N343, N381                    | 1,04 km a piedi            |
| Autobus            | Blackfriars Bridge / South Side     | 45, 63, 100, N63, N89              | 1.04 km a piedi            |
| Autobus            | Southwark Bridge / Bankside Pier    | 344                                | 2,4 km a piedi             |
| London Underground | Southwark                           | Jubilee line                       | 0,3 km a piedi             |
| National Rail      | Blackfriars                         | Thameslink, Southeastern           | 0,2 km a piedi             |
| National Rail      | London Bridge                       | Thameslink, Southern, Southeastern | 1 km a piedi               |